# Witold Żyborski
Witold Żyborski (ur. 28 września 1895 w Kownie, zm. 13 października 1966 w Lytham St Anne’s) – polski oficer Wojska Polskiego, ziemianin, rolnik, polityk, poseł na Sejm w II RP IV i V kadencji.

## Życiorys
Ukończył naukę w gimnazjum w Kołomyi. Studiował w Akademii Rolniczej.
W latach 1914–1921 służył ochotniczo w Legionach Polskich. Potem służył w Wojsku Polski, a w 1921 przeszedł do rezerwy w stopniu kapitana. 
Zawodowo był rolnikiem. Posiadał majątek w Wiśniowczyku. Był prezesem oddziału Związku Legionistów Polskich powiatu podhajeckiego i prezesem koła Towarzystwa Szkoły Ludowej w Wiśniowczyku. Działał też na rzecz Związku Strzeleckiego i powstania Domu Ludowego.
W 1935 został posłem na Sejm w II RP IV kadencji wybranym 100 998 głosami z okręgu na 64 (powiat buczacki, trembowelski i podhajecki). Był członkiem Komisji Oświatowej, Wojskowej, Przemysłowo-Handlowej. Został ponownie wybrany na V kadencję, w której był sekretarzem. Był członkiem Komisji Budżetowej, Pracy, Spraw Zagranicznych, Dla Zmiany Ordynacji Wyborczej.
Po reorganizacji struktur w lutym 1938 wyznaczony przewodniczącym okręgu tarnopolskiego Obozu Zjednoczenia Narodowego. Członek Zarządu Koła Parlamentarnego Obozu Zjednoczenia Narodowego w 1938.  
Według stanu na 1 września 1939 roku był wraz z żoną Zofią z Rutkowskich Żyborską właścicielem majątku Wiśniowczyk.

## Odznaczenia
- Krzyż Niepodległości (1931)[13]
- Krzyż Walecznych (przed 1938)[1]
- Medal Lotniczy[14]
- Medal Dziesięciolecia Odzyskanej Niepodległości[14]
- Gwiazda za Wojnę 1939–1945[14]
- Medal Obrony[14]
- Medal Wojny 1939–1945[14]